# Fußball-Europameisterschaft 2012

Resultate der Teilnehmer:
Europameister
Finale
Halbfinale
Viertelfinale
Vorrunde

Die Endrunde der 14. Fußball-Europameisterschaft 2012 (offiziell UEFA EURO 2012; polnisch Mistrzostwa Europy w Piłce Nożnej 2012; ukrainisch Чемпіонат Європи з футболу 2012) fand vom 8. Juni bis zum 1. Juli 2012 in Polen und der Ukraine statt.
Europameister wurde die spanische Nationalmannschaft, die Italien im Endspiel in Kiew mit 4:0 besiegte. Die spanische Nationalelf ist damit die erste Mannschaft, die ihren EM-Titel verteidigte, seit das Turnier 1960 zum ersten Mal ausgetragen worden war. Der Europameistertitel qualifizierte sich zur Teilnahme am Konföderationen-Pokal 2013. Da Spanien bereits als Weltmeister qualifiziert war, fiel der Europameister-Startplatz an den unterlegenen Finalisten Italien.
Deutschland scheiterte im Halbfinale, die Schweiz und Österreich scheiterten bereits in der Qualifikation. Beide Gastgebermannschaften schieden in der Gruppenphase aus – wie im vorherigen EM-Turnier 2008 Österreich und die Schweiz. Torschützenkönig wurde der Spanier Fernando Torres, der als erster Spieler in zwei EM-Endspielen ein Tor erzielte, mit drei Turniertreffern.

## Vergabe

Logo der Kandidatur

Für die Fußball-Europameisterschaft 2012 wurde die Bewerbungszeit in zwei Phasen aufgeteilt. Damit sollten die Kosten für die UEFA und die Bewerber reduziert werden.
Bis zum Bewerbungsschluss am 1. Februar 2005 bewarben sich zehn nationale Fußballverbände mit acht Bewerbungen um die Austragung der EM-Endrunde. Aserbaidschan, Griechenland, Italien, Rumänien, Russland und die Türkei bewarben sich einzeln, Kroatien und Ungarn sowie Polen und die Ukraine gaben jeweils Gemeinschaftsbewerbungen ab. Nach Prüfung der Unterlagen wurden die Bewerbungen von Aserbaidschan, Rumänien und Russland abgelehnt.
Nach der am 8. November 2005 durchgeführten ersten Abstimmung reduzierte sich das Bewerberfeld auf Italien (elf Stimmen), Kroatien/Ungarn (neun Stimmen) und Polen/Ukraine (sieben Stimmen). Die Türkei (sechs Stimmen) und Griechenland (zwei Stimmen) schieden aus der Bewerbung aus.
Am 18. April 2007 gab das UEFA-Exekutivkomitee in Cardiff bekannt, dass die gemeinsame Bewerbung Polens und der Ukraine den Zuschlag erhalten hatte. Von den zwölf Stimmen der Mitglieder des Exekutivkomitees bekamen Polen und die Ukraine acht, die restlichen vier Stimmen gingen an Italien.

## Vorbereitungen
Nach der Vergabe liefen die Vorbereitungen in beiden Ländern zunächst schleppend. Die UEFA zeigte sich ob der Verzögerungen mehrfach beunruhigt, ergriff jedoch lange Zeit keine Maßnahmen. Am 30. Januar 2008 forderte die UEFA die Staaten auf, durch finanzielle Unterstützung der Projekte den Prozess zu beschleunigen. UEFA-Generalsekretär David Taylor machte deutlich, dass sich die UEFA zu Maßnahmen gezwungen sähe, wenn in den nächsten sechs Monaten zu wenige Fortschritte erzielt würden.
Nach einem Besuch Anfang Juli 2008 in Polen und der Ukraine gab UEFA-Präsident Michel Platini bekannt, dass die polnischen Vorbereitungen viel besser verliefen als in der Ukraine und es im Notfall zu einer Änderung der Spielanteile kommen könnte. Polen würde 75 Prozent der Spiele (18 Gruppen-, zwei Viertelfinal-, beide Halbfinalspiele und das Endspiel) bekommen, die Ukraine nur die Spiele der Gruppe D und zwei Viertelfinals austragen. Über weitergehende Konsequenzen, wie einen kompletten Entzug der Austragung in der Ukraine, wurde spekuliert.
Immer wieder kam Deutschland als Co-Gastgeber der EM 2012 ins Gespräch, da sich UEFA-Präsident Michel Platini beim Deutschen Fußball-Bund danach erkundigte. Dies wurde mehrfach vom DFB zurückgewiesen.
Eine UEFA-Delegation um David Taylor überprüfte vom 2. bis 6. Februar 2009 in der Ukraine den Stand der Vorbereitungen und die Infrastruktur.
In seinem Treffen am 13. Mai 2009 bestätigte das UEFA-Exekutivkomitee die polnischen Städte Danzig, Posen, Warschau und Breslau als offizielle Gastgeber der Europameisterschaft. Von den ukrainischen Städten erhielt lediglich Kiew den Status einer offiziellen Gastgeberstadt, wurde allerdings vorerst nicht als Endspielort bestätigt. Kiew bekam ähnlich wie die ukrainischen Städte Donezk, Lwiw und Charkiw die Gelegenheit, die geforderten Auflagen bis zum 30. November 2009 zu erfüllen. Am 11. Dezember 2009 bestätigte die UEFA bei einer Konferenz auf Madeira alle vier ukrainischen Spielstädte als Austragungsorte und sprach Kiew das Finale zu.
Am 24. Januar 2011 wurde bekannt, dass UEFA-Generalsekretär Jerome Valcke in einem Brief an den ukrainischen Fußballverband (FFU) mit dem Entzug der EM drohte, da sich die ukrainische Regierung, laut FIFA, unzulässig in die Angelegenheiten des ukrainischen Fußballverbands einmische. Falls der FFU die geplante Umbildung durch die Regierung bis zum 4. Februar nicht stoppe, sei die FIFA bereit, die Ukraine von deren Wettbewerben auszuschließen. Dieser Ausschluss würde die Austragung der EM in der Ukraine nicht mehr möglich machen. Kurz vor dem Ende des Ultimatums erklärte der ukrainische Fußballverband (FFU), dass keine Umbildung durch die Regierung erfolgen werde. Der FFU versicherte gegenüber der FIFA in einem Brief, dass die Politik keinen Einfluss auf die Vorbereitungen auf die Europameisterschaft habe. Dies wurde vom UEFA-Chef Michel Platini und FIFA-Präsident Sepp Blatter bestätigt. Somit blieb die Ukraine als zweites Austragungsland erhalten.
Weiterhin bestanden sowohl in Polen als auch in der Ukraine Rückstände beim Bau der Stadien und der Infrastruktur. Der Zeitplan wurde erneut überschritten. Bis zum Januar 2011 waren lediglich drei der insgesamt acht Spielstätten fertiggestellt. Für die restlichen Stadien hatte die UEFA eine Frist bis zum Juni 2011 gesetzt, welche in Polen bis auf das Stadion Narodowy in Warschau und in der Ukraine bis auf die Stadien in Kiew und Lwiw eingehalten wurde.

## Spielorte

### Polen
| Warschau |

| Posen |

| Breslau |

| Danzig |

| Warschau |

| Posen |

| Breslau |

| Danzig |

Im Stadion Narodowy in Warschau wurde das Eröffnungsspiel ausgetragen, außerdem fanden noch zwei weitere Vorrundenspiele sowie ein Viertel- und ein Halbfinale hier statt. Da das Stadion zum geplanten Fertigstellungstermin im Herbst 2011 nicht betriebsbereit war, musste das zur Eröffnung vorgesehene Test-Länderspiel zwischen Polen und Deutschland am 6. September 2011 nach Danzig verlegt werden. Das Stadion wurde schließlich am 29. Januar 2012 mit einem Musikfestival eingeweiht. Durch Anheben des Spielfeldes auf Höhe des Mittelrangs kann das Stadion in ein Leichtathletikstadion umgebaut werden.
In Danzig wurde ein neues Stadion für die Europameisterschaft errichtet und am 14. August 2011 mit dem Spiel Lechia Gdańsk gegen KS Cracovia eröffnet. Der Komplex trug den Namen PGE Arena Gdańsk und verfügte über eine Kapazität von 44.000 Zuschauern. Danzig war für drei Gruppenspiele und ein Viertelfinale des Turniers vorgesehen. Das neue Stadion wird außerdem von dem Fußballverein Lechia Gdańsk genutzt.
Im Stadion Miejski in Posen, Heimatstadion von Lech Posen, fanden drei Vorrundenspiele der Europameisterschaft statt. Die Spielstätte wurde komplett umgebaut, erhielt unter anderem eine komplette Überdachung der Tribünen mit integrierter Flutlichtanlage und wurde am 20. September 2010 mit einem Konzert des Sängers Sting eröffnet. Das Stadion verfügt über eine Kapazität von 43.090 Sitzplätzen. Es ist das einzige Stadion der vier Spielorte in Polen, welches bei der Vergabe der Endrunde schon existierte.
In Breslau wurde das Stadion Miejski errichtet, das über eine Kapazität von 43.000 Sitzplätzen verfügt. Es fanden drei Vorrundenspiele in Breslau statt. Die Arbeiten für die neue Arena wurden Ende August 2011 abgeschlossen. Am 10. September 2011 fand zur Eröffnung des Stadions der WBC-Weltmeisterschafts-Boxkampf im Schwergewicht zwischen dem ukrainischen Weltmeister Vitali Klitschko und dem polnischen Herausforderer Tomasz Adamek statt. Das Stadion umfasst unter anderem Andachtsräume und Arresttrakte. Es wird vollständig überwacht.

#### Ausschreibung und Auftragsvergabe
An den Ausschreibungen der Bauaufträge waren besonders chinesische Baufirmen interessiert. Im Falle des Zuschlages hätten sie die benötigten Arbeiter aus China mitgebracht. Unter dem Eindruck des Arbeitskräftemangels in der Baubranche hatte die Regierung von Kazimierz Marcinkiewicz schon im Jahr 2006 bedeutende Kontingente von Arbeitern aus China bewilligt. Zuschläge erhielten nur europäische Firmen.

#### Infrastruktur
Zur Europameisterschaft wurden die wichtigsten Flughäfen in den Städten Danzig, Katowice, Krakau, Warschau, Breslau und Posen ausgebaut und modernisiert. Im Bereich des Schienenverkehrs wurden die Bahnhöfe Kraków Główny, Poznań Główny, Katowice und Warszawa Zachodnia neu errichtet und Wrocław Główny, Gdynia Główna, Warszawa Centralna, Warszawa Stadion und Warszawa Wschodnia komplett modernisiert. Zusätzlich wurden Abschnitte der Eisenbahnstrecken E20 Warschau – Łódź, E30: Zgorzelec – Medyka, E59: Breslau – Posen, E65: Warszawa – Gdynia, Nr. 8: Warschau – Krakau in der Gesamtlänge von 940 Kilometern modernisiert.
Das Straßennetz sollte ursprünglich mit zusätzlichen, annähernd 4000 Kilometern Autobahnen und Schnellstraßen ausgebaut werden. Zu den wichtigsten Verkehrsprojekten gehörten die Fertigstellung der Autobahnen A1, A4, A6, A8, A18 sowie die Verlängerung der A2 nach Warschau. Außerdem sollten die Schnellstraßen S1, S2, S7, S8 komplett, die S3 und S17 in großen Teilen fertiggestellt werden. Schon frühzeitig wurde bekannt, dass sich all diese Pläne nicht bis 2012 verwirklichen lassen werden. Nach großen Verspätungen auf der A1 wurden nur einige Abschnitte von Pyrzowice nach Świerklany eröffnet. Die Verbindung von Toruń bis Łódź zur A2 wurde nicht rechtzeitig zur EM fertiggestellt. Auf der Autobahn A4 kam es aufgrund Hochwassers und finanzieller Probleme zu sehr großen Verspätungen, so dass keiner der zehn Abschnitte der Strecke von Krakau bis zur ukrainischen Grenze bis zur EM 2012 eröffnet wurde. Die polnische Straßenverwaltungsbehörde GDDKiA geht davon aus, dass die Mehrheit der nach Lwiw reisenden Fans auf die Autofahrt verzichten und das Flugzeug benutzen wird. Aufgrund finanzieller Probleme zweier Baufirmen beim Bau der Autobahn A2 von Łódź nach Warschau kam es zu Verzögerungen, die von den nachfolgenden Unternehmen durch eine Beschleunigung der Bauarbeiten während einiger Monate so reduziert wurden, dass die Autobahnverbindung am 6. Juni 2012 eröffnet werden konnte. Die A8 wurde 2011 nach dreijähriger Bauzeit eröffnet. Die Modernisierung der A18 wurde während der Ausschreibung 2010 abgebrochen und befindet sich wieder in Planung. Im Bereich der Schnellstraßen wurden nur wenige Abschnitte vor der EM freigegeben: die S8 im Bereich Warschau, die S7 im Bereich von Danzig, die S5 als Ostumgehung sowie einer von drei Abschnitten der S11 als Westumgehung von Posen.

### Ukraine
| Kiew |

| Donezk |

| Charkiw |

| Lwiw |

| Kiew |

| Donezk |

| Charkiw |

| Lwiw |

Im Olympiastadion in Kiew wurde das Endspiel ausgetragen, außerdem fanden dort drei Vorrundenspiele sowie ein Viertelfinale statt. Dafür wurde das in seiner ursprünglichen Form ab 1936 erbaute und für das Fußballturnier der Olympischen Sommerspiele 1980 verwendete Stadion durch das deutsche Architekturbüro Gerkan, Marg und Partner komplett umgebaut. Unter anderem erhielt es eine komplette Überdachung der Tribünen mit integrierter Flutlichtanlage und stellt 70.050 Sitzplätze für Besucher bereit. Mit mehrmonatiger Verzögerung wurde das Stadion am 8. Oktober 2011 eröffnet.
In Donezk wurde zwischen 2006 und 2009 ein neues Stadion gebaut. Der Komplex trägt den Namen Donbass Arena, wurde vom ukrainischen Unternehmer Rinat Achmetow finanziert und verfügt über eine Kapazität von 51.504 Sitzplätzen. In Donezk wurden drei Gruppenspiele sowie ein Viertelfinal- und ein Halbfinalspiel ausgetragen. In der ukrainischen Meisterschaft wurde das Stadion von Schachtar Donezk genutzt. Nur fünf Jahre nach Fertigstellung wurde das Stadion im Herbst 2014 während des Kriegs in der Ukraine schwer beschädigt.
Im Metalist-Stadion in Charkiw, dem Heimatstadion des Metalist Charkiw, fanden drei Vorrundenspiele der Europameisterschaft statt. Die Spielstätte wurde zwischen 2008 und 2009 komplett renoviert und verfügt seitdem über eine Kapazität von 41.307 Sitzplätzen. Charkiw sprang dabei als Ersatz für Dnipropetrowsk ein.
In Lwiw wurde die Arena Lwiw errichtet, die über eine Kapazität von 34.915 Plätzen verfügt. Hier fanden drei Vorrundenspiele statt. Die Stadt konnte das Projekt ohne finanzielle Unterstützung aus dem Ausland nicht realisieren. Zusätzlich erschwerte die innenpolitische Krise die Suche nach geeigneten Investoren. Nach einem Baustopp Anfang 2010 verzögerte sich die Fertigstellung beträchtlich. Das noch nicht vollständig fertiggestellte Stadion wurde am 29. Oktober 2011 eingeweiht; am 15. November 2011 fand das Eröffnungsspiel zwischen den Nationalmannschaften der Ukraine und Österreichs statt.

#### Ausschreibung und Auftragsvergabe
Das Nationalstadion in Kiew sollte ursprünglich von dem taiwanischen Büro Archasia Design Group renoviert werden. Im Juni 2008 wurde der Vertrag wegen mangelnder Erfahrung im Baugewerbe gekündigt. Bei der Neuvergabe konnte sich das deutsche Architekturbüro Gerkan, Marg und Partner durchsetzen, das schon das Olympiastadion in Berlin für die WM 2006 renoviert hatte. Andere Bewerber waren unter anderem der britische Architekt Norman Foster. Die Bauarbeiten wurden 2011 abgeschlossen.

#### Infrastruktur
Bezüglich der Infrastruktur lag die Ukraine deutlich hinter Polen. Die Regierung beabsichtigte den Bau von beinahe 3000 km Autobahnen und Schnellstraßen. Des Weiteren wurden Investitionen in Eisenbahnen, Flughäfen und Hotels aller Klassen benötigt. Auch die Metro Kiew sollte ausgebaut werden. Es mussten zahlreiche neue Hotels gebaut werden. Die Accor-Gruppe (Frankreich), die Rezidor Hotel Group (Belgien) und die InterContinental Hotels Group (Großbritannien) hatten Mitte 2008 verkündet, bis zu 40 Hotels in der Ukraine errichten zu wollen. Der Suchmaschinenkonzern Google ermöglichte als besondere Aktion zur Fußball-Europameisterschaft 2012 die virtuelle Besichtigung aller acht EM-Stadien über Google Street View in einer 360-Grad-Perspektive.

## Modus

### Turnierform
Die Endrunde startete mit vier Gruppen mit je vier Teilnehmern. Innerhalb jeder Gruppe spielte jede Mannschaft gegen jede andere Mannschaft. Die jeweils ersten beiden Mannschaften qualifizierten sich für die Finalrunde. Ab dort wurde im K.-o.-System gespielt (Viertelfinale, Halbfinale und Finale). Gab es in den K.-o.-Spielen nach 90 Minuten keinen Sieger, schloss sich eine Verlängerung von zweimal 15 Minuten an. Stand es nach der Verlängerung noch Unentschieden, wurde der Sieger im Elfmeterschießen ermittelt. Eine Sudden-Death-Regelung, wie gelegentlich bei früheren Turnieren, die ein Spiel in der Verlängerung automatisch abbrach, falls innerhalb dieser ein Tor (Golden Goal) fiel, und zugunsten der jeweiligen Mannschaft entschied, gab es bei dieser Europameisterschaft nicht.

### Entscheidungskriterien für die Gruppenphase
Der Sieger eines Spiels erhielt drei Punkte, bei einem Unentschieden erhielt jede Mannschaft einen Punkt. Die Tabellenplatzierung richtete sich in erster Linie nach der höheren Anzahl der Punkte. Bei Punktgleichheit zweier oder mehrerer Mannschaften entschieden folgende Kriterien in dieser Reihenfolge über die Platzierung:
1. Höhere Anzahl Punkte im direkten Vergleich.
2. Bessere Tordifferenz im direkten Vergleich.
3. Höhere Anzahl der erzielten Tore im direkten Vergleich.
4. Wenn zwei Mannschaften nach der Anwendung der vorherigen Kriterien immer noch denselben Platz belegt hätten, wäre das erste Kriterium zur Bestimmung ihrer endgültigen Platzierung erneut angewendet worden, jedoch ausschließlich auf die Direktbegegnung zwischen den beiden betroffenen Mannschaften.
5. Bessere Tordifferenz aus allen Gruppenspielen.
6. Höhere Anzahl der erzielten Tore in allen Gruppenspielen.
7. Höherer UEFA-Koeffizient zur Auslosung der Gruppenphase.
8. Besseres Fairplay-Verhalten während der Endrunde.
9. Losentscheid.

Die beiden letzten Kriterien konnten bei dieser EM nicht zur Anwendung kommen, da alle teilnehmenden Mannschaften unterschiedliche UEFA-Koeffizienten aufwiesen.
Letztlich kam nur Kriterium 1 bei der Entscheidung über die Platzierungen in den Gruppen A und D zur Anwendung, wobei dies für die Gruppe D keinen Einfluss auf die Qualifikation für das Viertelfinale hatte.
Wenn zwei Mannschaften im letzten Gruppenspiel aufeinandergetroffen wären, welche die gleiche Anzahl Punkte, die gleiche Tordifferenz und die gleiche Anzahl Tore gehabt hätten, und hätte es in diesem Spiel keinen Sieger gegeben, hätte ein Elfmeterschießen über die Platzierung entschieden, wenn nicht noch eine andere Mannschaft punktgleich gewesen wäre. Dieser Fall trat aber auch nicht ein.

### Spielsperre
Erhielt ein Spieler im Laufe des Turniers zum zweiten Mal eine Gelbe Karte, war er im darauf folgenden Spiel gesperrt. Einzelne Gelbe Karten wurden nach dem Viertelfinale gestrichen. Dadurch gingen alle Spieler unbelastet in das Halbfinale. Nach Erhalt einer Gelb-Roten Karte war der Spieler für das nächste Spiel gesperrt. Bei einer Roten Karte war der Spieler ebenfalls automatisch für die folgende Partie gesperrt, wobei die Kontroll- und Disziplinarkommission eine höhere Strafe aussprechen konnte.

## Teilnehmer

### Qualifikation
Neben den beiden Gastgebern, die automatisch am Turnier teilnahmen, hatten sich 14 weitere Mannschaften für die Endrunde sportlich qualifiziert.

### Auslosung der Endrunde
Die Auslosung der vier Vierergruppen der Endrunde fand am 2. Dezember 2011 im Palast Ukrajina in der ukrainischen Hauptstadt Kiew statt. Neben den Gastgebern Polen (Gruppe A) und Ukraine (Gruppe D) wurden die beiden stärksten qualifizierten Mannschaften als Gruppenkopf der Gruppen B und C gesetzt (Titelverteidiger Spanien und Niederlande). Die übrigen Mannschaften wurden in drei Töpfe gemäß dem UEFA-Koeffizienten eingeteilt, und jeder Gruppe wurde je eine Mannschaft eines jeden Topfes zugelost.
- Topf 1: Polen (A1), Ukraine (D1), Spanien, Niederlande
- Topf 2: Deutschland, Italien, England, Russland
- Topf 3: Kroatien, Griechenland, Portugal, Schweden
- Topf 4: Dänemark, Frankreich, Tschechien, Irland

| Gruppe A             | Gruppe B            | Gruppe C         | Gruppe D           |
| -------------------- | ------------------- | ---------------- | ------------------ |
| Polen (Kader)        | Niederlande (Kader) | Spanien (Kader)  | Ukraine (Kader)    |
| Griechenland (Kader) | Dänemark (Kader)    | Italien (Kader)  | Schweden (Kader)   |
| Russland (Kader)     | Deutschland (Kader) | Irland (Kader)   | Frankreich (Kader) |
| Tschechien (Kader)   | Portugal (Kader)    | Kroatien (Kader) | England (Kader)    |

## Vorrunde

### Gruppe A
| Pl.                                                                             | Land         | Sp. | S | U | N | Tore    | Diff. | Punkte |
| ------------------------------------------------------------------------------- | ------------ | --- | - | - | - | ------- | ----- | ------ |
| 1.                                                                              | Tschechien   | 3   | 2 | 0 | 1 | 004:500 | −1    | 06     |
| 2.                                                                              | Griechenland | 3   | 1 | 1 | 1 | 003:300 | ±0    | 04     |
| 3.                                                                              | Russland     | 3   | 1 | 1 | 1 | 005:300 | +2    | 04     |
| 4.                                                                              | Polen        | 3   | 0 | 2 | 1 | 002:300 | −1    | 02     |
| Für die Platzierung 2 und 3 ist der direkte Vergleich maßgeblich (siehe Modus). |              |     |   |   |   |         |       |        |

|                                             |   |              |           |
| Fr., 8. Juni 2012 um 18:00 Uhr in Warschau  |   |              |           |
| Polen                                       | – | Griechenland | 1:1 (1:0) |
| Fr., 8. Juni 2012 um 20:45 Uhr in Breslau   |   |              |           |
| Russland                                    | – | Tschechien   | 4:1 (2:0) |
| Di., 12. Juni 2012 um 18:00 Uhr in Breslau  |   |              |           |
| Griechenland                                | – | Tschechien   | 1:2 (0:2) |
| Di., 12. Juni 2012 um 20:45 Uhr in Warschau |   |              |           |
| Polen                                       | – | Russland     | 1:1 (0:1) |
| Sa., 16. Juni 2012 um 20:45 Uhr in Warschau |   |              |           |
| Griechenland                                | – | Russland     | 1:0 (1:0) |
| Sa., 16. Juni 2012 um 20:45 Uhr in Breslau  |   |              |           |
| Tschechien                                  | – | Polen        | 1:0 (0:0) |

Tschechien erwischte einen denkbar schlechten Start ins Turnier und unterlag der russischen Mannschaft in Breslau verdientermaßen mit 1:4. Im zweiten Spiel gegen Griechenland führten die Tschechen jedoch bereits nach sechs Minuten mit 2:0 und konnten am Ende einen 2:1-Erfolg einfahren. Dank eines glücklichen 1:0-Sieges im letzten Gruppenspiel gegen Co-Gastgeber Polen durch den Siegtreffer von Petr Jiráček konnte das Team letztlich sogar den Gruppensieg bejubeln, weil Russland im Parallelspiel überraschend Griechenland unterlag.
Griechenland, der Europameister von 2004, trotzte den favorisierten Polen im Auftaktspiel ein 1:1-Unentschieden ab, wobei Giorgos Karagounis die Chance auf den Siegtreffer liegen ließ, als er mit einem Foulelfmeter in der 71. Minute an Przemysław Tytoń scheiterte. Nach der 1:2-Niederlage gegen Tschechien im zweiten Gruppenspiel war für die Griechen aber ein Weiterkommen immer noch drin. Sie brauchten gegen Russland aber zwingend einen Sieg, gingen jedoch als klarer Außenseiter in die Partie. Griechenland gelang es schließlich, den Führungstreffer von Karagounis aus der Nachspielzeit der ersten Hälfte zu halten und als Gruppenzweiter ins Viertelfinale einzuziehen.
Russland galt nach dem überzeugenden 4:1-Auftaktsieg gegen Tschechien bereits als Geheimfavorit auf den Titel, wurde jedoch den aufkeimenden Erwartungen nicht gerecht. Nach dem Remis gegen Polen hätte gegen Griechenland ein Unentschieden für den Einzug ins Viertelfinale gereicht, doch die gegen Tschechien noch so hoch gelobte Offensivreihe vermochte es nicht, das griechische Abwehrbollwerk nach dem 0:1-Rückstand zu durchbrechen.
Polen war als Co-Gastgeber von Beginn an mit einer hohen Erwartungshaltung der heimischen Öffentlichkeit konfrontiert. Nach einer furiosen Anfangsphase gegen Griechenland brach die polnische Mannschaft jedoch stark ein und musste am Ende mit einem 1:1 zufrieden sein, Griechenland verschoss sogar noch einen Elfmeter. Im brisanten Duell mit Erzrivale Russland rettete ein Traumtor von Jakub Błaszczykowski das 1:1-Unentschieden. Im entscheidenden letzten Gruppenspiel gegen Tschechien unterlag der Co-Gastgeber aber mit 0:1 und schied somit als Gruppenletzter aus.

### Gruppe B
| Pl. | Land        | Sp. | S | U | N | Tore    | Diff. | Punkte |
| --- | ----------- | --- | - | - | - | ------- | ----- | ------ |
| 1.  | Deutschland | 3   | 3 | 0 | 0 | 005:200 | +3    | 09     |
| 2.  | Portugal    | 3   | 2 | 0 | 1 | 005:400 | +1    | 06     |
| 3.  | Dänemark    | 3   | 1 | 0 | 2 | 004:500 | −1    | 03     |
| 4.  | Niederlande | 3   | 0 | 0 | 3 | 002:500 | −3    | 0      |

|                                                             |   |             |           |
| Sa., 9. Juni 2012 um 19:00 Uhr in Charkiw (18:00 Uhr MESZ)  |   |             |           |
| Niederlande                                                 | – | Dänemark    | 0:1 (0:1) |
| Sa., 9. Juni 2012 um 21:45 Uhr in Lwiw (20:45 Uhr MESZ)     |   |             |           |
| Deutschland                                                 | – | Portugal    | 1:0 (0:0) |
| Mi., 13. Juni 2012 um 19:00 Uhr in Lwiw (18:00 Uhr MESZ)    |   |             |           |
| Dänemark                                                    | – | Portugal    | 2:3 (1:2) |
| Mi., 13. Juni 2012 um 21:45 Uhr in Charkiw (20:45 Uhr MESZ) |   |             |           |
| Niederlande                                                 | – | Deutschland | 1:2 (0:2) |
| So., 17. Juni 2012 um 21:45 Uhr in Charkiw (20:45 Uhr MESZ) |   |             |           |
| Portugal                                                    | – | Niederlande | 2:1 (1:1) |
| So., 17. Juni 2012 um 21:45 Uhr in Lwiw (20:45 Uhr MESZ)    |   |             |           |
| Dänemark                                                    | – | Deutschland | 1:2 (1:1) |

Deutschland, das neben den Niederlanden als leichter Favorit in der „Todesgruppe“ B galt, startete mit einem hart erkämpften 1:0 gegen Portugal in das Turnier. Der nicht unumstrittene Stürmer Mario Gómez erzielte in der 73. Minute das „goldene Tor“. Auch im Duell mit dem niederländischen Erzrivalen avancierte Gómez als Doppeltorschütze zum Matchwinner. Die Nationalelf zeigte dabei eine deutliche Steigerung im Vergleich zum Auftaktspiel, und die Niederländer waren mit der 1:2-Niederlage noch gut bedient. Gegen Dänemark entwickelte sich abermals ein enges Spiel, erst durch den Siegtreffer von Lars Bender in der 80. Minute sicherte sich Deutschland das Weiterkommen und als beste Vorrundenmannschaft beim Turnier letztlich den Gruppensieg.
Portugal behielt nach der unglücklichen Auftaktniederlage gegen Deutschland in einem phasenweise spektakulären Spiel gegen die Dänen mit 3:2 die Oberhand. Im entscheidenden letzten Gruppenspiel gegen die Niederlande drehte Superstar Cristiano Ronaldo, der bis dahin nicht wirklich überzeugen konnte, mit einem Doppelpack einen 0:1-Rückstand in einen 2:1-Sieg um, womit Portugal als Gruppenzweiter für das Viertelfinale qualifiziert war.
Dänemark ging als Außenseiter in die stark besetzte Gruppe B, setzte jedoch durch einen überraschenden 1:0-Erfolg gegen die Niederländer in Charkiw sogleich ein Ausrufezeichen. Auch nach der 2:3-Niederlage gegen Portugal hatte man noch alle Chancen auf einen Viertelfinaleinzug. Im letzten Gruppenspiel lieferten die Dänen den Deutschen ein hartes Duell, waren am Ende jedoch mit 1:2 unterlegen und schieden somit als Gruppendritter aus.
Die Niederlande, der amtierende Vizeweltmeister, waren die wohl größte Enttäuschung dieser Europameisterschaft. Als Mitfavorit in das Turnier gestartet, schied das Team um Superstars wie Arjen Robben und Robin van Persie ohne einen einzigen Punktgewinn sang- und klanglos aus. Als Konsequenz musste Trainer Bert van Marwijk, der die Niederländer noch zwei Jahre zuvor ins WM-Endspiel geführt hatte, nach dem Turnier von seinem Posten zurücktreten.

### Gruppe C
| Pl. | Land     | Sp. | S | U | N | Tore    | Diff. | Punkte |
| --- | -------- | --- | - | - | - | ------- | ----- | ------ |
| 1.  | Spanien  | 3   | 2 | 1 | 0 | 006:100 | +5    | 07     |
| 2.  | Italien  | 3   | 1 | 2 | 0 | 004:200 | +2    | 05     |
| 3.  | Kroatien | 3   | 1 | 1 | 1 | 004:300 | +1    | 04     |
| 4.  | Irland   | 3   | 0 | 0 | 3 | 001:900 | −8    | 0      |

|                                           |   |          |           |
| So., 10. Juni 2012 um 18:00 Uhr in Danzig |   |          |           |
| Spanien                                   | – | Italien  | 1:1 (0:0) |
| So., 10. Juni 2012 um 20:45 Uhr in Posen  |   |          |           |
| Irland                                    | – | Kroatien | 1:3 (1:2) |
| Do., 14. Juni 2012 um 18:00 Uhr in Posen  |   |          |           |
| Italien                                   | – | Kroatien | 1:1 (1:0) |
| Do., 14. Juni 2012 um 20:45 Uhr in Danzig |   |          |           |
| Spanien                                   | – | Irland   | 4:0 (1:0) |
| Mo., 18. Juni 2012 um 20:45 Uhr in Danzig |   |          |           |
| Kroatien                                  | – | Spanien  | 0:1 (0:0) |
| Mo., 18. Juni 2012 um 20:45 Uhr in Posen  |   |          |           |
| Italien                                   | – | Irland   | 2:0 (1:0) |

Spanien galt als amtierender Welt- und Europameister als Topfavorit auf den Titel, musste jedoch vor Turnierbeginn den Ausfall seines Torjägers David Villa hinnehmen. Trainer Vicente del Bosque spielte daraufhin ein System ohne klassischen Mittelstürmer und setzte Cesc Fàbregas als sogenannte „falsche Neun“ in einem neuen „4-6-0-System“ ein. Gegen Italien mussten sich die Spanier nach einem hart umkämpften Spiel allerdings mit einem 1:1-Unentschieden begnügen. Gegen Außenseiter Irland setzte del Bosque mit Fernando Torres wieder einen Mittelstürmer ein, und der Weltmeister kam zu einem ungefährdeten 4:0-Erfolg. Das letzte Gruppenspiel gegen Kroatien war wieder deutlich enger und ausgeglichener, erst zwei Minuten vor Schluss sorgte Jesús Navas für die Entscheidung zugunsten Spaniens. Spanien wurde schließlich Gruppenerster.
Italien, das seit 1968 keine Europameisterschaft mehr gewinnen konnte, zählte trotz der bescheidenen Auftritte bei der WM 2010 zum weiteren Kreis der Turnierfavoriten. Beim 1:1 im Auftaktspiel gegen die Spanier wusste die Squadra Azzurra vor allem mit einer starken Defensivleistung zu überzeugen. Das 1:1 im zweiten Spiel gegen Kroatien wurde aufgrund einer Vielzahl ausgelassener Torchancen eher als Enttäuschung wahrgenommen. Durch einen 2:0-Erfolg gegen Irland qualifizierte sich Italien letztlich als Gruppenzweiter für das Viertelfinale.
Kroatien ließ den Iren beim 3:1-Auftaktsieg keine Chance, vor allem Stürmerstar Mario Mandžukić wusste mit einem Doppelpack zu überzeugen. Durch das eher glückliche 1:1 gegen Italien wahrten die Kroaten die Chance auf das Viertelfinale. Nach der 0:1-Niederlage im entscheidenden Match gegen Spanien haderte Kroatien vor allem mit der Leistung des deutschen Schiedsrichters Wolfgang Stark, dem man vorwarf, Kroatien in der 27. Minute einen klaren Foulelfmeter verweigert zu haben. Kroatien schied letztlich als Gruppendritter aus.
Irland war als Außenseiter nach Polen gereist und konnte gegen keines der anderen Teams mithalten. Als Gruppenletzter mit null Punkten schied Irland klar aus. In Erinnerung blieben jedoch die stimmungsvollen Auftritte der irischen Fans.

### Gruppe D
| Pl.                                                                             | Land       | Sp. | S | U | N | Tore    | Diff. | Punkte |
| ------------------------------------------------------------------------------- | ---------- | --- | - | - | - | ------- | ----- | ------ |
| 1.                                                                              | England    | 3   | 2 | 1 | 0 | 005:300 | +2    | 07     |
| 2.                                                                              | Frankreich | 3   | 1 | 1 | 1 | 003:300 | ±0    | 04     |
| 3.                                                                              | Ukraine    | 3   | 1 | 0 | 2 | 002:400 | −2    | 03     |
| 4.                                                                              | Schweden   | 3   | 1 | 0 | 2 | 005:500 | ±0    | 03     |
| Für die Platzierung 3 und 4 ist der direkte Vergleich maßgeblich (siehe Modus). |            |     |   |   |   |         |       |        |

|                                                            |   |            |           |
| Mo., 11. Juni 2012 um 19:00 Uhr in Donezk (18:00 Uhr MESZ) |   |            |           |
| Frankreich                                                 | – | England    | 1:1 (1:1) |
| Mo., 11. Juni 2012 um 21:45 Uhr in Kiew (20:45 Uhr MESZ)   |   |            |           |
| Ukraine                                                    | – | Schweden   | 2:1 (0:0) |
| Fr., 15. Juni 2012 um 19:00 Uhr in Donezk (18:00 Uhr MESZ) |   |            |           |
| Ukraine                                                    | – | Frankreich | 0:2 (0:0) |
| Fr., 15. Juni 2012 um 22:00 Uhr in Kiew (21:00 Uhr MESZ)   |   |            |           |
| Schweden                                                   | – | England    | 2:3 (0:1) |
| Di., 19. Juni 2012 um 21:45 Uhr in Kiew (20:45 Uhr MESZ)   |   |            |           |
| Schweden                                                   | – | Frankreich | 2:0 (0:0) |
| Di., 19. Juni 2012 um 21:45 Uhr in Donezk (20:45 Uhr MESZ) |   |            |           |
| England                                                    | – | Ukraine    | 1:0 (0:0) |

England zählte nach den eher schwachen Auftritten bei vergangenen Turnieren nicht zu den Topfavoriten auf den Turniersieg, erwies sich jedoch als stärkste Mannschaft der Gruppe D. In einem umkämpften Spiel gegen Frankreich reichte es am Ende zu einem 1:1, bevor die Schweden in Spiel 2 dank eines spektakulären Tores von Danny Welbeck mit 3:2 besiegt werden konnten. Gegen die Ukraine hatten die Engländer Glück, weil ein reguläres Tor des Co-Gastgebers nicht anerkannt wurde, und es dadurch letztlich zum 1:0-Erfolg und zum Gruppensieg reichte.
Frankreich wurde, trotz des peinlichen Auftritts bei der WM 2010, als einer der Mitfavoriten auf den Titel gehandelt, wusste jedoch nur bedingt zu überzeugen. Nach dem 1:1-Remis gegen England besiegten die Franzosen die Ukraine in Donezk mit 2:0, nachdem das Spiel zwischenzeitlich wegen eines starken Unwetters hatte unterbrochen werden müssen. Das 0:2 gegen Schweden im letzten Gruppenspiel kostete der Équipe tricolore den Gruppensieg.
Co-Gastgeber Ukraine startete euphorisiert in das Turnier, nachdem man Schweden dank eines Doppelpacks von Altstar Andrij Schewtschenko mit 2:1 hatte besiegen können. Dem zweiten Spiel gegen Frankreich, in welchem man chancenlos mit 0:2 unterlag, folgte allerdings die rasche Ernüchterung. Im entscheidenden Spiel gegen die Engländer verloren die Ukrainer mit 0:1 und waren somit ebenso wie Co-Gastgeber Polen in der Vorrunde gescheitert. Die Schuld dafür gab man vor allem dem Schiedsrichtergespann, das ein reguläres Tor von Marko Dević trotz eines Torrichters nicht anerkannte.
Schweden um seinen Superstar Zlatan Ibrahimović verlor seine Spiele gegen die Ukraine (1:2) und England (2:3) denkbar knapp und war somit bereits nach zwei Spieltagen ausgeschieden. Der 2:0-Sieg gegen Frankreich war letztlich bedeutungslos, da man aufgrund des verlorenen direkten Vergleichs gegen die Ukraine trotzdem Tabellenletzter wurde.

## Finalrunde
In der Finalrunde kamen jeweils nur die Sieger weiter, für die unterlegenen Mannschaften war das Turnier beendet. Weitere Platzierungen wurden nicht ausgespielt.

|  | Viertelfinale       | Viertelfinale     |  |  | Halbfinale          | Halbfinale          |   |  | Finale | Finale |
|  |                     |                   |  |  |                     |                     |   |  |        |        |
|  | 21. Juni – Warschau |                   |  |  |                     |                     |   |  |        |        |
|  | Tschechien          | 0                 |  |  | 27. Juni – Donezk   | 27. Juni – Donezk   |   |  |        |        |
|  | Portugal            | 1                 |  |  | Portugal            | 0 (2)               |   |  |        |        |
|  | 23. Juni – Donezk   | 23. Juni – Donezk |  |  | Spanien             | 0 (4)1              |   |  |        |        |
|  | Spanien             | 2                 |  |  | 1. Juli – Kiew      | 1. Juli – Kiew      |   |  |        |        |
|  | Frankreich          | 0                 |  |  | Spanien             | 4                   |   |  |        |        |
|  | 22. Juni – Danzig   | 22. Juni – Danzig |  |  |                     | Italien             | 0 |  |        |        |
|  | Deutschland         | 4                 |  |  | 28. Juni – Warschau | 28. Juni – Warschau |   |  |        |        |
|  | Griechenland        | 2                 |  |  | Deutschland         | 1                   |   |  |        |        |
|  | 24. Juni – Kiew     | 24. Juni – Kiew   |  |  | Italien             | 2                   |   |  |        |        |
|  | England             | 0 (2)             |  |  |                     |                     |   |  |        |        |
|  | Italien             | 0 (4)1            |  |  |                     |                     |   |  |        |        |

1 Sieg im Elfmeterschießen

### Viertelfinale
|                                                            |   |              |                      |
| Do., 21. Juni 2012 um 20:45 Uhr in Warschau                |   |              |                      |
| Tschechien                                                 | – | Portugal     | 0:1 (0:0)            |
| Fr., 22. Juni 2012 um 20:45 Uhr in Danzig                  |   |              |                      |
| Deutschland                                                | – | Griechenland | 4:2 (1:0)            |
| Sa., 23. Juni 2012 um 21:45 Uhr in Donezk (20:45 Uhr MESZ) |   |              |                      |
| Spanien                                                    | – | Frankreich   | 2:0 (1:0)            |
| So., 24. Juni 2012 um 21:45 Uhr in Kiew (20:45 Uhr MESZ)   |   |              |                      |
| England                                                    | – | Italien      | 0:0 n. V., 2:4 i. E. |

Das erste Viertelfinale zwischen Tschechien und Portugal in Warschau war ein über weite Strecken mäßiges Spiel. Die favorisierten Portugiesen kamen lediglich durch ihren Star Cristiano Ronaldo, der zweimal den Pfosten traf, zu nennenswerten Torchancen. In der 79. Minute sorgte Ronaldo durch einen Kopfball nach Flanke von Joao Moutinho für das einzige Tor des Tages und den vierten Halbfinaleinzug der Portugiesen bei einer Europameisterschaft.
Das Duell zwischen Deutschland und Griechenland war angesichts der Eurokrise von großer politischer Brisanz. Die deutsche Elf, in der Bundestrainer Joachim Löw mit Miroslav Klose, André Schürrle und Marco Reus gleich drei neue Offensivkräfte einsetzte, dominierte das Geschehen von Beginn an. Nachdem bereits mehrere gute Chancen vergeben worden waren, brachte Kapitän Philipp Lahm Deutschland in der 39. Minute mit 1:0 in Führung. In der 55. Minute glich Giorgos Samaras nach einem griechischen Konter zum 1:1 aus, allerdings sorgten Miroslav Klose, Sami Khedira und Marco Reus mit drei Toren binnen 13 Minuten für die Entscheidung zugunsten Deutschlands. Dimitrios Salpingidis verwandelte einen Handelfmeter kurz vor Schluss.
Spanien besiegte Frankreich dank zweier Tore von Xabi Alonso mit 2:0. Wie schon im Vorrundenspiel gegen Italien trat der Weltmeister mit Cesc Fàbregas als „Falscher Neun“ und somit im 4-6-0-System ohne klassischen Stürmer an.
Zwischen England und Italien entwickelte sich das spannendste Duell des Viertelfinals. Nachdem es trotz zahlreicher Chancen auf beiden Seiten nach 120 Minuten 0:0 gestanden hatte, entschied das Elfmeterschießen über den Halbfinaleinzug. Durch Fehlschüsse von Ashley Young und Ashley Cole scheiterten die Engländer bereits zum sechsten Mal bei einem großen Turnier im Elfmeterschießen.

### Halbfinale
|                                                            |   |         |                      |
| Mi., 27. Juni 2012 um 21:45 Uhr in Donezk (20:45 Uhr MESZ) |   |         |                      |
| Portugal                                                   | – | Spanien | 0:0 n. V., 2:4 i. E. |
| Do., 28. Juni 2012 um 20:45 Uhr in Warschau                |   |         |                      |
| Deutschland                                                | – | Italien | 1:2 (0:2)            |

Das „iberische Derby“ zwischen Portugal und Spanien erfüllte die hohen Erwartungen der Fans nicht. Portugal stand zwar defensiv solide und unterband mit hohem läuferischem Aufwand immer wieder das spanische Kurzpassspiel, kam jedoch selbst kaum zu Offensivaktionen. Nach 120 ereignisarmen Minuten setzte sich Spanien im Elfmeterschießen nach Fehlschüssen von João Moutinho und Bruno Alves mit 4:2 durch.
Wie schon 1970 und 2006 traf Deutschland im Halbfinale eines großen Turniers auf „Angstgegner“ Italien. Nach dem bisherigen Turnierverlauf war die deutsche Elf leicht favorisiert, doch die Italiener gingen nach zwanzig Minuten durch Mario Balotelli in Führung. Deutschland wirkte daraufhin geschockt und Balotelli erhöhte in der 36. Minute, nach einem langen Pass freistehend vor Manuel Neuer, auf 2:0. Die deutsche Mannschaft brachte lediglich noch den Anschlusstreffer durch einen von Mesut Özil in der Nachspielzeit verwandelten Handelfmeter zustande. Im Anschluss an das Spiel wurde Bundestrainer Joachim Löw vor allem aufgrund seiner Personalpolitik teilweise heftig kritisiert. So hatte er die gegen Griechenland überzeugenden Klose, Schürrle und Reus zugunsten der enttäuschenden Gómez, Podolski und Kroos aus der Startelf genommen.

### Finale
| Spanien                                                        | Spanien | Italien | Italien | Aufstellung                       |
| -------------------------------------------------------------- | --- | --- | ------- | --------------------------------- |
| Spanien                                                        | \| Finale \| \| 1. Juli 2012 um 20:47[34] Uhr (MESZ) in Kiew (Olympiastadion Kiew) \| \| Ergebnis: 4:0 (2:0) \| \| Zuschauer: 63.170 \| \| Schiedsrichter: Pedro Proença ( Portugal) \| \| Spielbericht \|                                 | \| Finale \| \| 1. Juli 2012 um 20:47[34] Uhr (MESZ) in Kiew (Olympiastadion Kiew) \| \| Ergebnis: 4:0 (2:0) \| \| Zuschauer: 63.170 \| \| Schiedsrichter: Pedro Proença ( Portugal) \| \| Spielbericht \|                                                                                           | Italien | Aufstellung Spanien gegen Italien |
| Spanien                                                        | Iker Casillas – Jordi Alba, Sergio Ramos, Gerard Piqué, Álvaro Arbeloa – Xabi Alonso, Sergio Busquets, Xavi – Andrés Iniesta (86. Juan Mata), Cesc Fàbregas (75. Fernando Torres), David Silva (59. Pedro) Cheftrainer: Vicente del Bosque | Gianluigi Buffon – Ignazio Abate, Andrea Barzagli, Leonardo Bonucci, Giorgio Chiellini (21. Federico Balzaretti) – Daniele De Rossi, Andrea Pirlo, Claudio Marchisio – Antonio Cassano (46. Antonio Di Natale), Riccardo Montolivo (57. Thiago Motta), Mario Balotelli Cheftrainer: Cesare Prandelli | Italien | Aufstellung Spanien gegen Italien |
| Spanien                                                        | 1:0 Silva (14.) 2:0 Alba (41.) 3:0 Torres (84.) 4:0 Mata (89.) | | Italien | Aufstellung Spanien gegen Italien |
| Spanien                                                        | Piqué (25.) | Barzagli (44.) | Italien | Aufstellung Spanien gegen Italien |
| Spanien                                                        | Thiago Motta (61., da das Wechselkontingent bereits ausgeschöpft war) | | Italien | Aufstellung Spanien gegen Italien |
| Spanien                                                        | Spieler des Spiels: Andrés Iniesta (Spanien) | | Italien | Aufstellung Spanien gegen Italien |
| Finale                                                         | | |         |                                   |
| 1. Juli 2012 um 20:47 Uhr (MESZ) in Kiew (Olympiastadion Kiew) | | |         |                                   |
| Ergebnis: 4:0 (2:0)                                            | | |         |                                   |
| Zuschauer: 63.170                                              | | |         |                                   |
| Schiedsrichter: Pedro Proença ( Portugal)                      | | |         |                                   |
| Spielbericht                                                   | | |         |                                   |

Spanien war vor dem Finale gegen Italien zwar favorisiert, hatte spielerisch im Vergleich zu den vorherigen Turnieren allerdings nicht überzeugen können. Im Endspiel konnten die abermals im 4-6-0-System antretenden Weltmeister jedoch mit ihrem berüchtigten Tiki-Taka glänzen. Angetrieben vom kongenialen Duo Xavi und Andrés Iniesta ging Spanien bereits vor der Pause durch Treffer von David Silva und Jordi Alba mit 2:0 in Führung. Nachdem Thiago Motta sich in der 61. Minute schwer verletzt hatte, das italienische Wechselkontingent jedoch bereits ausgeschöpft war, mussten die Azzurri fortan in Unterzahl antreten. In der Schlussphase erhöhten Fernando Torres und Juan Mata auf 4:0 für den Titelverteidiger. Spanien konnte somit als erster Europameister seinen Titel verteidigen.

## Beste Torschützen
Für die vollständige Torschützenliste siehe Fußball-Europameisterschaft 2012/Statistik/Torjäger.
Die Rangfolge entspricht den offiziellen Regeln der UEFA, nach denen zur Ermittlung des Torschützenkönigs bei gleicher Toranzahl erstmals die Zahl der Vorlagen und Spielminuten ausschlaggebend war.
| Rang | Spieler               | Tore | Vorlagen | Spielzeit |
| ---- | --------------------- | ---- | -------- | --------- |
| 1    | Fernando Torres       | 3    | 1        | 189       |
| 2    | Mario Gómez           | 3    | 1        | 282       |
| 3    | Alan Dsagojew         | 3    | 0        | 253       |
| 4    | Mario Mandžukić       | 3    | 0        | 270       |
| 5    | Mario Balotelli       | 3    | 0        | 421       |
| 6    | Cristiano Ronaldo     | 3    | 0        | 480       |
| 7    | David Silva           | 2    | 3        | 411       |
| 8    | Nicklas Bendtner      | 2    | 1        | 270       |
| 8    | Michael Krohn-Dehli   | 2    | 1        | 270       |
| 10   | Dimitrios Salpingidis | 2    | 1        | 307       |
| 11   | Cesc Fàbregas         | 2    | 1        | 315       |
| 12   | Andrij Schewtschenko  | 2    | 0        | 191       |
| 13   | Zlatan Ibrahimović    | 2    | 0        | 270       |
| 14   | Petr Jiráček          | 2    | 0        | 340       |
| 15   | Václav Pilař          | 2    | 0        | 358       |
| 16   | Xabi Alonso           | 2    | 0        | 545       |
| 17   | Mesut Özil            | 1    | 3        | 438       |
| …    |                       |      |          |           |
| 21   | Miroslav Klose        | 1    | 1        | 182       |
| 25   | Sami Khedira          | 1    | 1        | 450       |
| 29   | Lars Bender           | 1    | 0        | 92        |
| 31   | Marco Reus            | 1    | 0        | 125       |
| 47   | Lukas Podolski        | 1    | 0        | 289       |
| 51   | Philipp Lahm          | 1    | 0        | 450       |
| …    |                       |      |          |           |

Zu den 23 aufgeführten Spielern mit 45 Toren kamen weitere 30 Spieler mit je einem Treffer sowie ein Eigentor des Engländers Glen Johnson.
Torschützenkönig des gesamten Wettbewerbs wurde der Niederländer Klaas-Jan Huntelaar mit 12 Toren, die er alle in der Qualifikation erzielte.

## UEFA-All-Star-Team
Für diese Auswahl, die seit der Europameisterschaft 1996 erstellt wird, wählte eine elfköpfige Expertenkommission der UEFA die 23 besten Spieler des Turniers aus. Neben Iniesta, der zusätzlich zum besten Spieler ernannt wurde, wurden neun weitere Europameister, vier Spieler des unterlegenen Finalisten Italien, vier Deutsche, drei Portugiesen und je ein Engländer und Schwede in das All-Star-Team berufen. Zlatan Ibrahimović ist der einzige Spieler in der Auswahl, dessen Mannschaft bereits in der Vorrunde ausschied.
| Torhüter                                    | Abwehr                                                                | Mittelfeld | Stürmer                                                                        |
| ------------------------------------------- | --------------------------------------------------------------------- | --- | ------------------------------------------------------------------------------ |
| Iker Casillas Gianluigi Buffon Manuel Neuer | Jordi Alba Gerard Piqué Sergio Ramos Philipp Lahm Fábio Coentrão Pepe | Xabi Alonso Sergio Busquets Andrés Iniesta Xavi Daniele De Rossi Andrea Pirlo Sami Khedira Mesut Özil Steven Gerrard | Cesc Fàbregas David Silva Mario Balotelli Cristiano Ronaldo Zlatan Ibrahimović |

## Schiedsrichter
Am 20. Dezember 2011 wurden die Offiziellen der Fußball-Europameisterschaft 2012 bekanntgegeben. Die Schiedsrichterkommission der UEFA berief zwölf Schiedsrichterteams. Zum ersten Mal wurden bei einer EM Torschiedsrichter eingesetzt. Howard Webb ist der einzige Schiedsrichter, der bereits bei einer früheren Europameisterschaft (2008) zum Einsatz kam. Er leitete zudem das letzte WM-Finale. Damir Skomina war der erste slowenische Schiedsrichter, der bei einer EM-Endrunde zum Einsatz kam. Das Eröffnungsspiel wurde vom Spanier Carlos Velasco Carballo geleitet, der Portugiese Pedro Proença pfiff das Finale. Er war der erste Portugiese, der ein EM-Finale leiten durfte und zugleich der erste Schiedsrichter, der in einem Jahr das Finale der UEFA Champions League und der EM leiten durfte.
| Schiedsrichter          | Spiele    | Spiele (4. Off.) |    |   |   |  | Assistenten                                 | Ersatzassistent       | Torschiedsrichter                          |
| ----------------------- | --------- | ---------------- | -- | - | - |  | ------------------------------------------- | --------------------- | ------------------------------------------ |
| Cüneyt Çakır            | 3 1 2 3   | 2                | 16 | 1 | / |  | Bahattin Duran Tarık Ongun                  | Mustafa Emre Eyisoy   | Hüseyin Göçek * Bülent Yıldırım            |
| Jonas Eriksson          | 2 1 2     | 1                | 9  | / | / |  | Stefan Wittberg Mathias Klasenius           | Fredrik Nilsson       | Markus Strömbergsson Stefan Johannesson    |
| Viktor Kassai           | 2 1 2     | /                | 12 | / | / |  | Gábor Erős György Ring                      | Róbert Kispál         | István Vad * Tamás Bognár                  |
| Björn Kuipers           | 2 1 2     | /                | 8  | / | / |  | Sander van Roekel Erwin Zeinstra            | Norbertus Simons      | Pol van Boekel * Richard Liesveld *        |
| Stéphane Lannoy         | 3 1 2 3   | 1                | 15 | / | / |  | Éric Dansault Frédéric Cano                 | Michael Annonier      | Fredy Fautrel * Ruddy Buquet               |
| Pedro Proença           | 4 1 2 3 4 | /                | 12 | / | / |  | Bertino Miranda Ricardo Santos              | José Tiago Trigo      | Manuel Jorge de Sousa * Duarte Gomes       |
| Nicola Rizzoli          | 3 1 2 3   | /                | 8  | / | / |  | Renato Faverani Andrea Stefani              | Luca Maggiani         | Gianluca Rocchi * Paolo Tagliavento        |
| Damir Skomina           | 3 1 2 3   | 1                | 9  | / | / |  | Primož Arhar Marko Stančin                  | Matej Žunič           | Matej Jug * Slavko Vinčić                  |
| Wolfgang Stark          | 2 1 2     | /                | 10 | / | / |  | Jan-Hendrik Salver Mike Pickel              | Mark Borsch           | Florian Meyer * Deniz Aytekin              |
| Craig A. Thomson        | 2 1 2     | 1                | 12 | / | / |  | Alasdair Ross Derek Rose                    | Graham Chambers       | William Collum * Euan Norris               |
| Carlos Velasco Carballo | 2 1 2     | /                | 2  | 1 | 1 |  | Roberto Alonso Fernández Juan Yuste Jiménez | Jesús Calvo Guadamuro | David Fernández Borbalán Carlos Clos Gómez |
| Howard Webb             | 3 1 2 3   | 1                | 9  | / | / |  | Michael Mullarkey Peter Kirkup              | Stephen Child         | Martin Atkinson * Mark Clattenburg *       |

* Diese Torschiedsrichter wurden jeweils einmal als Vierter Offizieller eingesetzt.
Folgende vierte Offizielle, aus Verbänden, die keinen der zwölf Schiedsrichter stellten, wurden berücksichtigt und hatten jeweils drei Einsätze.
| - Marcin Borski - Tom Harald Hagen - Pavel Královec - Wiktor Schwezow |

Des Weiteren nominierte die UEFA ebenfalls noch vier Ersatzassistenten. Diese stammten ebenfalls aus Verbänden, die kein Schiedsrichterteam stellten:
| - Damien MacGraith - Marcin Borkowski - Roman Slyško - Olexander Wojtjuk |

## Gesperrte Spieler
Die folgenden Spieler wurden auf Grund einer Roten, einer Gelb-roten oder zweier Gelber Karten in unterschiedlichen Partien oder der Kontroll- und Disziplinarkammer der UEFA für ein oder mehr Spiele gesperrt:
| Spieler            | Vergehen                                                           | Sperre im Spiel                               | Bemerkung |
| ------------------ | ------------------------------------------------------------------ | --------------------------------------------- | --- |
| Wayne Rooney       | in Euro-Qualifikation gg. Montenegro                               | Gruppe D gg. Frankreich Gruppe D gg. Schweden | 2 Spiele Sperre nach roter Karte im letzten Qualifikationsspiel der Gruppe G                                     |
| Sokratis           | in Gruppe A gg. Polen                                              | Gruppe A gg. Tschechien                       | |
| Wojciech Szczęsny  | in Gruppe A gg. Griechenland                                       | Gruppe A gg. Russland                         | |
| Jérôme Boateng     | in Gruppe B gg. Portugal in Gruppe B gg. Niederlande               | Gruppe B gg. Dänemark                         | |
| Giorgos Karagounis | in Gruppe A gg. Polen in Gruppe A gg. Russland                     | Viertelfinale gg. Deutschland                 | |
| José Holebas       | in Gruppe A gg. Polen in Gruppe A gg. Russland                     | Viertelfinale gg. Deutschland                 | |
| Keith Andrews      | in Gruppe C gg. Italien                                            | WM-Qualifikation gg. Kasachstan               | |
| Philippe Mexès     | in Gruppe D gg. Ukraine in Gruppe D gg. Schweden                   | Viertelfinale gg. Spanien                     | |
| Nicklas Bendtner   | Ungebührliches Verhalten (Schleichwerbung) im Spiel gegen Portugal | WM-Qualifikation gg. Tschechien               | Neben der Sperre wurde noch eine Geldstrafe in Höhe von 100.000 € von der Disziplinar- kammer der UEFA verhängt. |
| Christian Maggio   | in Gruppe C gg. Spanien im Viertelfinale gg. England               | Halbfinale gg. Deutschland                    | |

## Auswirkungen auf die FIFA-Weltrangliste
Durch den EM-Sieg festigte Spanien in der am 4. Juli 2012 veröffentlichten FIFA-Weltrangliste Platz 1. Verbessern konnten sich die anderen Halbfinalisten: Italien um sechs Plätze auf Platz 6, Portugal um fünf Plätze auf Rang 5 und Deutschland um einen Platz auf Rang 2. Von den Viertelfinalisten konnten sich England um zwei Plätze auf Platz 4, Griechenland um drei Plätze auf Rang 12 und Tschechien um neun Plätze auf Rang 18 verbessern, während Frankreich auf Platz 14 blieb. Verloren haben die Niederländer vier Plätze, Dänemark und Kroatien einen Platz und Irland acht Plätze. Trotz des Ausscheidens in der Vorrunde konnten sich die Ukraine um sechs und Polen um acht Plätze verbessern. Gleichzeitig fiel Rekordweltmeister Brasilien erstmals aus den Top Ten auf Platz 11, was jedoch hauptsächlich auf die turnusgemäße Abwertung der erfolgreichen brasilianischen Juni-Ergebnisse der letzten Jahre (beispielsweise WM 2010) zurückzuführen ist und nur in geringem Maße auf die Europameisterschaft.

## Organisation und Umfeld

### Spielball
Der Tango 12 war der offizielle Spielball der Fußball-Europameisterschaft 2012. Der von der Firma Adidas hergestellte Ball wurde bei der Gruppenauslosung am 2. Dezember 2011 in Kiew offiziell vorgestellt.

### Maskottchen

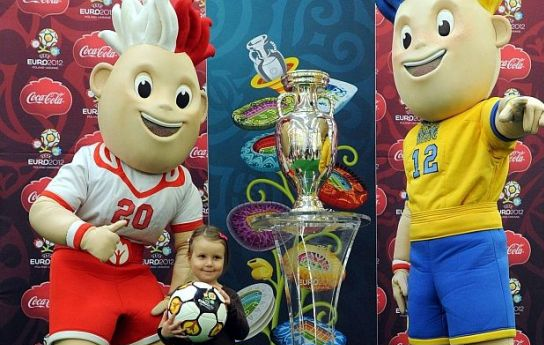
Slavek und Slavko, die offiziellen Maskottchen der EURO 2012

Die offiziellen Maskottchen der Meisterschaft – Slavek und Slavko – wurden am 16. November 2010 im Polnischen Theater in Warschau (pln. Teatr Polski w Warszawie) vorgestellt. Für die Durchführung des Projekts ist die US-amerikanische Firma Warner Bros. Entertainment zuständig. Die Maskottchen in Gestalt von Zwillingen – ein Pole und ein Ukrainer – sind in Fußballtrikots mit den Nationalfarben ihrer Mannschaften gekleidet.
Die Namen der Maskottchen wurden ähnlich wie bei der EURO 2008 von Fans aus der ganzen Welt ausgewählt, die die Wahl zwischen drei von der UEFA und dem Organisationskomitee eingereichten Vorschlägen hatten. Abgestimmt werden konnte auf der offiziellen Website der UEFA, in McDonald’s-Restaurants in Polen und in der Ukraine, sowie bei speziellen Präsentationen der Maskottchen in den acht gastgebenden Städten der EURO 2012. Die Abstimmung fand zwischen dem 16. November und dem 3. Dezember 2010 statt. Das Ergebnis wurde am 4. Dezember 2010 in Kiew bekanntgegeben. Der siegreiche Vorschlag erhielt 56 % der Stimmen, für Siemko und Strimko stimmten 29 %, für Klemek und Ladko 15 %. An der Abstimmung nahmen 39.233 Menschen teil. Es kam Kritik in Bezug auf die Auswahl der möglichen Namen auf, die es in dieser Form weder in Polen noch in der Ukraine gäbe.

### Eintrittskarten
Wie in früheren Ausgaben des Turniers wurden die Eintrittskarten auf der Grundlage eines komplexen Bewerbungsverfahrens auf der Website der Organisatoren verlost oder durch die nationalen Fußballverbände der 16 Hauptrundenteilnehmer vertrieben. Das Bewerbungsverfahren für die EURO-Tickets fand vom 1. bis 31. März 2011 statt, die eigentliche Verlosung wurde gegen Ende April 2011 durchgeführt. Die Gesamtzahl der Eintrittskarten beläuft sich auf rund 1,4 Mio. Stück für 31 Endrundenspiele, davon gingen 41 % direkt in den Verkauf. Die Karten ließen sich über Vorbestellungen oder Lotterien der Sponsoren erwerben. Es trafen über 12 Mio. Anfragen ein, was eine Steigerung von 17 % gegenüber der EURO 2008 bedeutete und ein Rekord in der Geschichte der Fußball-EM ist.
Die Preisspanne bewegte sich – abhängig vom Tribünenplatz – von 30 Euro (hinter dem Tor) bis 600 Euro (für den besten Platz im Finale in Kiew). Neben den Eintrittskarten zu den einzelnen Begegnungen konnten die Fans Pakete für mehrere Spiele erwerben, die zum Beispiel nur ihre Mannschaft betreffen.

### Preisgelder
Es wurden Preisgelder in Höhe von 200 Millionen Euro ausgeschüttet. Darüber hinaus wurden 100 Millionen Euro als Abstellungsprämie an die Vereine gezahlt, die ihre Spieler zum Turnier entsandten. Dem gegenüber standen Einnahmen in Höhe von mehr als 1,3 Milliarden Euro aus dem Verkauf der Marketing- und Fernsehrechte sowie der Eintrittskarten zu Buche.

### Fernsehübertragung

#### Deutschland
| Gruppe | Gruppe | Hauptprogramm | Spartenprogramm |
| ------ | ------ | ------------- | --------------- |
| A      | ZDF    | CZE – POL     | GRE – RUS       |
| B      | ARD    | DEN – GER     | POR – NED       |
| C      | ZDF    | CRO – ESP     | ITA – IRL       |
| D      | ARD    | ENG – UKR     | SWE – FRA       |

In Deutschland wurden alle Spiele von den öffentlich-rechtlichen Sendern übertragen, üblicherweise im Ersten oder im ZDF. Das Erste strahlte das Eröffnungsspiel, das ZDF das Finale aus. Da am dritten Vorrundenspieltag beide Spiele jeder Gruppe gleichzeitig stattfanden, wurde eines der Spiele im Hauptprogramm (ARD/ZDF) und das andere jeweils auf ZDFinfo oder Einsfestival gezeigt (siehe Tabelle). Die K.-o.-Spiele wurden kurzfristig zwischen ARD und ZDF verteilt.
Der RBB wiederholte nachts alle bisherigen deutschen Spiele. Weitere Wiederholungen fanden sporadisch im Vormittagsprogramm des Ersten statt. Spontan wurden Wiederholungen im Nachtprogramm eingerichtet.
Der paneuropäische Sportsender Eurosport zeigte Aufzeichnungen aller Spiele meist einen Tag später, wobei einige Spiele öfter wiederholt wurden. Täglich wurde um 20 Uhr eine 30-minütige EURO 2012 Show, als Expertenrunde mit Rafael Benítez, Thomas Berthold, Fredi Bobic und Patrick Kluivert, gesendet.

#### Österreich
Alle Spiele wurden in ORF 1 live gezeigt, die Spiele am 3. Spieltag wurden in einer Konferenzschaltung übertragen, mit einem Hauptspiel live, das andere kurz nach Mitternacht ungeschnitten.

#### Schweiz
Sämtliche Spiele wurden auf SF zwei live übertragen. Am 3. Spieltag der Gruppenphase wurde ein Spiel auf SF zwei, das andere auf SF info gezeigt.

#### Vereinigte Staaten
Der US-Sportsender ESPN übertrug alle EM-Spiele in den USA. Dort war das Interesse an den 31 Spielen mit durchschnittlich 1,3 Millionen Zuschauern je Spiel vergleichsweise hoch. Das Finalspiel zwischen Spanien und Italien sahen rund vier Millionen Zuschauer. Damit wurde der bisherige Bestwert, das Finale Deutschland – Spanien 2008 mit 3,8 Millionen Zuschauern, übertroffen.

### Radioübertragung in Deutschland
Der WDR produzierte mit sechs Reportern unter der Federführung von Sabine Töpperwien von allen Spielen Live-Reportagen, die jedem ARD-Hörfunksender zur Übernahme zur Verfügung standen. Dabei wurden von allen Spielen mit deutscher Beteiligung sowie von allen Spielen ab dem Viertelfinale Reportagen in voller Länge mit je zwei Reportern produziert. Von allen Spielen gab es zudem alle paar Minuten Kurzreportagen von einem Reporter. Zahlreiche ARD-Hörfunksender übernahmen die Kurzreportagen, die Vollreportagen wurden von Sendern mit hohem Wortanteil und auf Sonderkanälen auf Mittelwelle und im Internet übertragen, beispielsweise von WDR Event, SWRinfo, Antenne Saar oder MDR Info. Auch der Deutschlandfunk übertrug die Deutschlandspiele in voller Länge auf Mittel- und Langwelle sowie auf einem Sonderkanal im Internet.
Der private Sender 90elf kommentierte ebenfalls die Spiele.

### Public Viewing

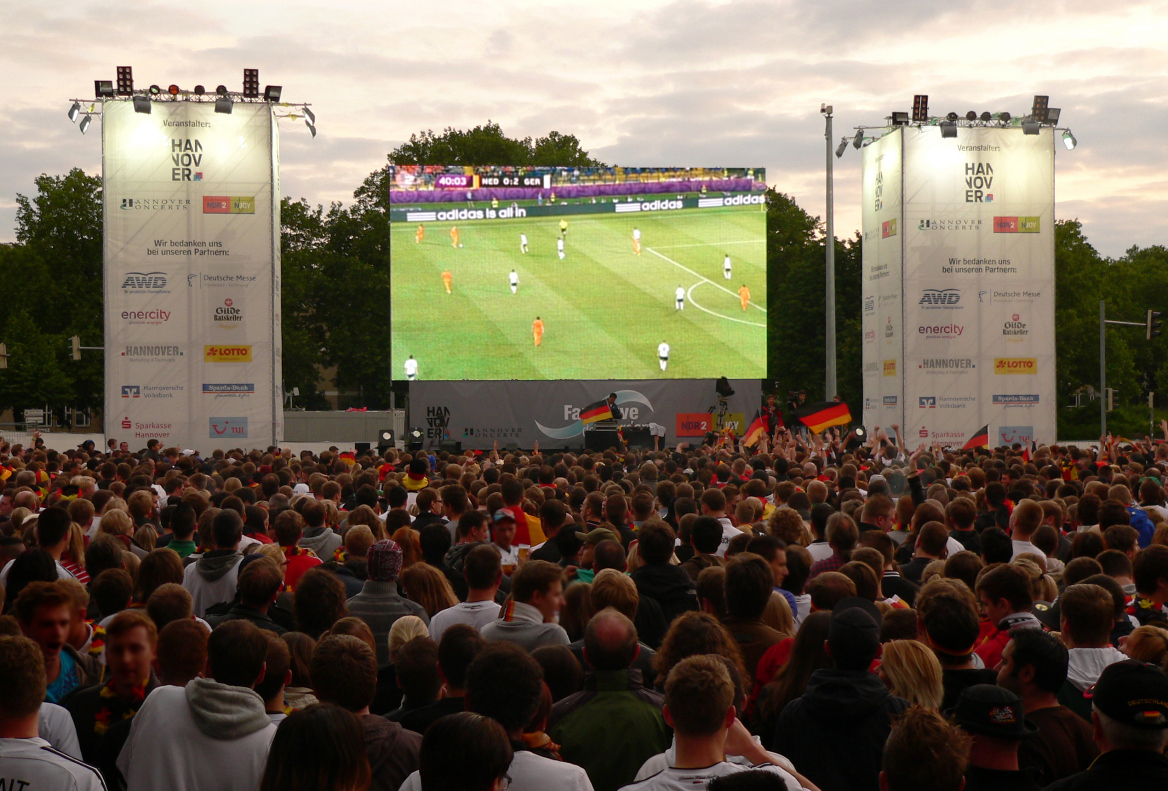
Eintrittsfreie Public-Viewing-Veranstaltung auf dem Waterlooplatz in Hannover

Einige Städte hatten für die EM 2012 angekündigt, in diesem Jahr keine Public-Viewing-Leinwände aufzustellen, da die immensen Kosten nicht mehr tragbar seien und Sponsoren sich zurückzögen. Trotz dieser Tatsache fanden sich sehr viele Standorte, an denen Public Viewing stattfand.
Das ZDF sendete seine Live-Berichterstattung von der Heringsdorfer Seebrücke auf Usedom. Etwa 1.000 Urlauber sollten in der Strandarena alle Spiele der EM sehen können (auch an den ARD-Übertragungstagen).
Dafür hatten sie einen Eintritt von mindestens zehn Euro zu entrichten. Die Organisatoren hofften auf ein deutsch-polnisches Fußballfest am Strand der Ostsee. An der Qualität der Berichterstattung gab es in einigen Medien deutliche Kritik.

### Musik
Das offizielle Titellied der Fußball-Europameisterschaft 2012 war Endless Summer der deutschen Soul- und Popsängerin Oceana. Das Lied wurde instrumental zu Beginn, am Ende und in den Pausen der Liveübertragungen angespielt.
Zum Einlauf der Mannschaften wurde in den Stadien Heart Of Courage von Two Steps from Hell gespielt.
Der DFB erklärte den Titel Für nichts auf dieser Welt von Roger Cicero zum offiziellen DFB-Fansong zur EURO 2012.

### Ausschreitungen
Vereinzelt kam es zu Gewalttätigkeiten zwischen verschiedenen Hooligan-Gruppen sowie der Polizei. Insbesondere vor dem Vorrundenspiel Polen gegen Russland wurden mehrere Personen verletzt und 184 verhaftet, als russische Fans, die ihrerseits durch politische Provokationen aufgefallen waren, von polnischen Hooligans und Rechtsradikalen angegriffen wurden.
Gegen den russischen Fußballverband RFS wurde wegen Fehlverhaltens seiner Fans während der Vorrunde Geldstrafen von insgesamt 185.000 Euro verhängt, außerdem ein Sechs-Punkte-Abzug auf Bewährung für die nächste EM-Qualifikation.
Der kroatische Verband wurde mit einer Geldstrafe in Höhe von 80.000 Euro belegt, da es im Spiel Italien gegen Kroatien am 14. Juni rassistische Schmähungen gegen den dunkelhäutigen, italienischen Spieler Mario Balotelli gegeben hatte, und Zuschauer Bengalos auf das Spielfeld warfen. Schon vorher wurde eine Geldstrafe gegen Kroatien verhängt, da Fans im ersten Gruppenspiel gegen Irland Feuerwerkskörper gezündet hatten und ein Flitzer in der 90. Spielminute über das Spielfeld gelaufen war.

### Sponsoren
Folgende Unternehmen traten als Sponsoren der Euro 2012 auf: Canon (Elektronikkonzern), Adidas (Sportartikelhersteller), Castrol (Schmiermittelhersteller), Coca-Cola (Softdrinkhersteller), Hyundai Motor Group (Automobilhersteller), Carlsberg (Brauereikonzern), McDonald’s (Fastfood-Kette), Sharp (Elektronikkonzern), Orange (Telekommunikationsunternehmen), Epicenter K (Baumarktkette), E. Wedel (Genusswarenhersteller), Ukrtelecom (Telekommunikationsunternehmen) und Continental (Reifenhersteller).

### Trikotausrüster
Sechs der 16 EM-Teilnehmer trugen Trikots von Adidas (Dänemark, Deutschland, Griechenland, Russland, Spanien, Ukraine), fünf EM-Teilnehmer wurden von Nike ausgestattet (Frankreich, Kroatien, Niederlande, Polen, Portugal), drei EM-Teilnehmer von Umbro (England, Irland, Schweden) und 2 EM-Teilnehmer von Puma (Italien, Tschechien).

## Kritik

### Kritik am Gastgeberland Ukraine
In der Ukraine ist Korruption weit verbreitet. Sie bewirkte, dass die geplanten Kosten für die Stadionneubauten sich vervielfachten. Mittlerweile rechnet die ukrainische Regierung für die Infrastruktur mit Gesamtkosten in Höhe von rund zehn Milliarden Euro. Das wäre ungefähr das 16fache des Betrags vom letzten Turnier 2008 in Österreich und der Schweiz (ca. 620 Millionen Euro).
Die Preise für die Unterbringung in ukrainischen Hostels betragen ein Mehrfaches des Normalpreises. Im November 2011 wurde eine zu geringe Zahl an Hotelbetten in der Ukraine prognostiziert. Den Besuchern drohe eine Übernachtung in Zelten.
Seit Ende April 2012 gab es wegen der Inhaftierung der ehemaligen ukrainischen Ministerpräsidentin Julija Tymoschenko Überlegungen eines Boykotts der EM von deutschen Politikern. Von politischer Seite wurde teilweise ein sportlicher Boykott oder eine Verlegung des Turniers gefordert; die zuständigen Fußballverbände lehnten dies ab. Am 3. Mai 2012 erklärte die EU-Kommission, dass Kommissionspräsident José Manuel Barroso und die 26 EU-Kommissare nicht die Absicht haben, zur Fußball-EM in die Ukraine zu reisen. Dies sei ein Signal, „dass man nicht zufrieden ist mit der Art und Weise, wie mit (der Oppositionsführerin) Julija Tymoschenko umgegangen wird“. Dem Protest, bei dem es sich ausdrücklich um keinen „Boykott“ handle, schloss sich EU-Ratspräsident Herman Van Rompuy an.
Forderungen nach einem Boykott wurden vom ukrainischen Außenministerium, von FIFA-Präsident Sepp Blatter sowie Mitausrichter Polen im Namen von Ministerpräsident Donald Tusk und Staatspräsident Bronisław Komorowski kritisiert. Die Menschenrechtsorganisation Amnesty International hielt einen Boykott der EM-Spiele in der Ukraine ebenfalls für falsch. Politiker und Sportfunktionäre sollten in das Land reisen und dort „auf die schweren Menschenrechtsverletzungen aufmerksam […] machen“. Ebenso hielt der Leipziger Sportphilosoph Arno Müller in einem Interview einen sportlichen Boykott für das falsche Mittel, um auf die Lage in der Ukraine aufmerksam zu machen.
Öffentlich kritisiert wurde das Vorgehen der ukrainischen Regierung, im Rahmen der Vorbereitung zur Europameisterschaft in den Austragungsorten herrenlose Hunde und Katzen auf grausame Art zu töten. Auch auf Betreiben der UEFA sicherte der zuständige Minister im November 2011 zu, diese Praxis zu beenden, was jedoch unter anderem laut Tierschutzorganisation WSPA nur mangelhaft oder nicht umgesetzt wurde.

### Kritik an der Fernsehübertragung
Die Senderanstalten verwenden im Allgemeinen das Weltbild des Veranstalters. Dabei wurden einige Szenen passend hinein- oder weggeschnitten und gar nicht gesendet. So wurde beispielsweise nicht gezeigt, dass zwei deutsche Grünen-Abgeordnete in Charkiw vor dem Spiel Deutschlands gegen die Niederlande ein Transparent hochhielten, auf dem Fairplay auch in der Politik gefordert wurde. Auf Anweisung der UEFA wurde ebenfalls verboten, leere Ehrenplätze oder Ränge zu zeigen. Außerdem wurde der Eindruck erweckt, dass eine Szene, bei der der deutsche Trainer Joachim Löw einem Balljungen den Ball stibitzt, live stattgefunden haben könnte. Die Szene fand jedoch vor dem Spiel statt. Gleiches gilt für eine weinende deutsche Zuschauerin, die nach der 2:0-Führung Italiens im Halbfinale gezeigt wurde, aber bereits vor Spielbeginn während des Abspielens der deutschen Nationalhymne aufgenommen wurde. Die deutschen Fernsehanstalten hatten sich über diese Praxis bei der UEFA wiederholt beschwert.

## Sonstiges
- Nicklas Bendtner (Dänemark) wurde von der UEFA wegen verbotener Werbung mit 100.000 € Geldstrafe und einem Spiel Sperre bestraft, weil er nach seinem Tor im Spiel gegen Portugal die Hose etwas herunterzog, so dass ein großer Schriftzug eines irischen Wettanbieters auf der Unterhose sichtbar wurde.[98]
- Die meistdiskutierten Schiedsrichter-Fehlentscheidungen waren der nicht gegebene Elfmeter nach einem Foulspiel von Sergio Ramos an Mario Mandžukić im Spiel Spanien gegen Kroatien und der nicht gegebene Treffer von Marko Dević (Ukraine) gegen England, als der Ball die Torlinie überschritten hatte.[99]
- Das Spiel Ukraine gegen Frankreich musste in der fünften Minute für fast eine Stunde wegen eines heftigen Wolkenbruchs unterbrochen werden.[100]
- Unmittelbar vor der EM sorgte ein Wettskandal bei der italienischen Mannschaft für Unruhe. Domenico Criscito wurde aus dem Aufgebot gestrichen, und auch Leonardo Bonucci und Gianluigi Buffon standen unter Betrugsverdacht.[101]
- Lukas Podolski (Deutschland) machte im Spiel gegen Dänemark sein 100. Länderspiel. Er war damit der jüngste Spieler in Europa, der diese Marke erreicht hat.[102]
- Nachdem die irischen Fans im Spiel gegen Spanien trotz eines 0:4-Rückstands ihrer Mannschaft minutenlang die Hymne The Fields of Athenry gesungen hatten,[103] wurden sie unter anderem dafür von der UEFA mit einem Sonderpreis ausgezeichnet, mit dem der Verband das vorbildliche Verhalten der Fans und das Verbreiten einer beeindruckend positiven Stimmung honorierte.[104]
- Erstmals trafen im Finale die beiden letzten Weltmeister aufeinander.